# 338. п. н. е.

## Догађаји
- Одиграла се битка код Херонеје у којој Македонски краљ Филип II Македонски побеђује савез Атине и Тебе и тиме доводи до Македонске хегемоније у Грчкој.
- Латински рат се завршава распуштањем Латинског савеза, а поједини латински градови морају да прихвате услове Рима. Многи градови су укључени у римску државу. У склапању мира са градовима пораженог Латинског савеза, Рим нуди либералне услове. Становници многих од ових градова добијају држављанство.